# Naval Air Facility Adak

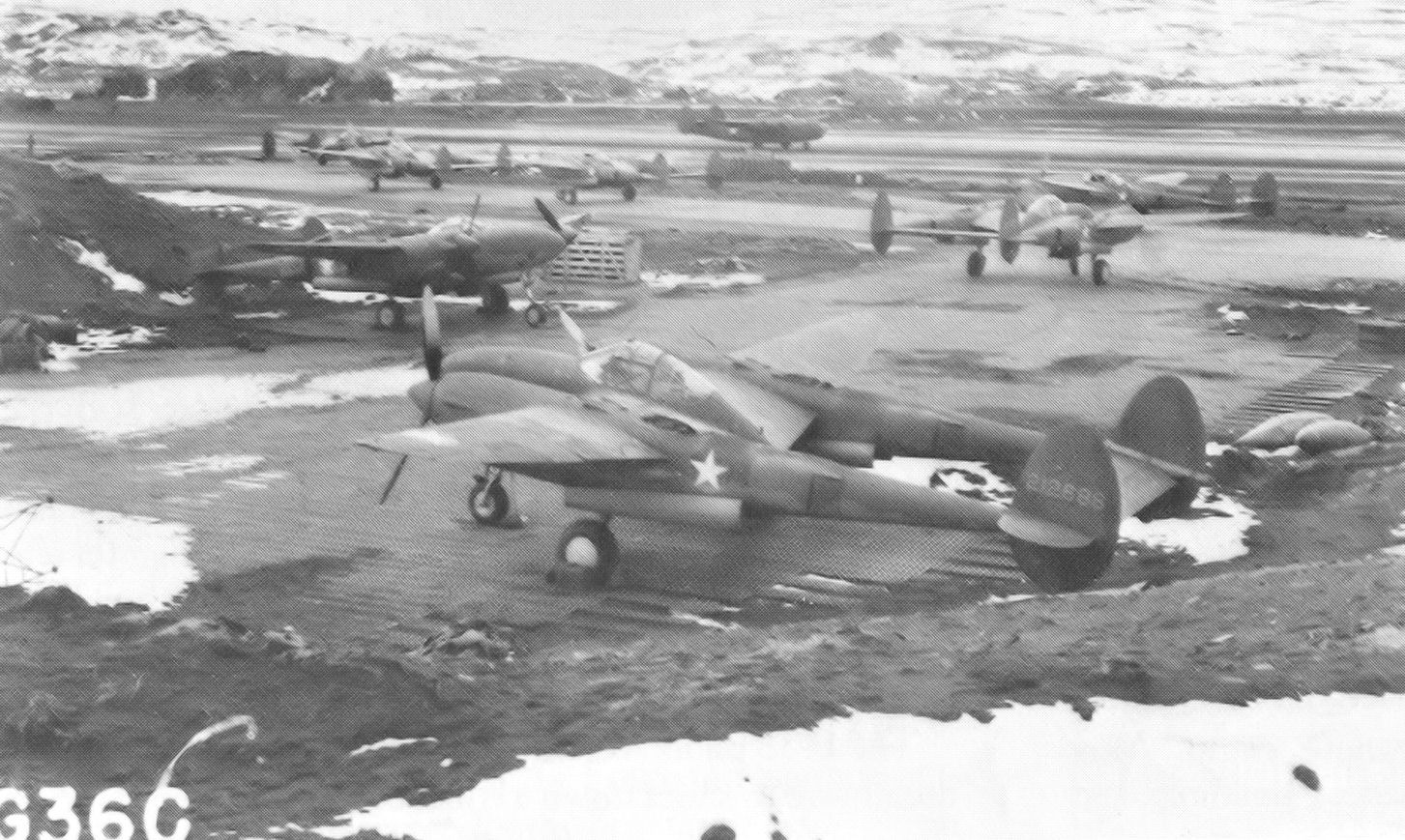
54e escadron de chasseurs P-38 Lightning à Adak AAF.

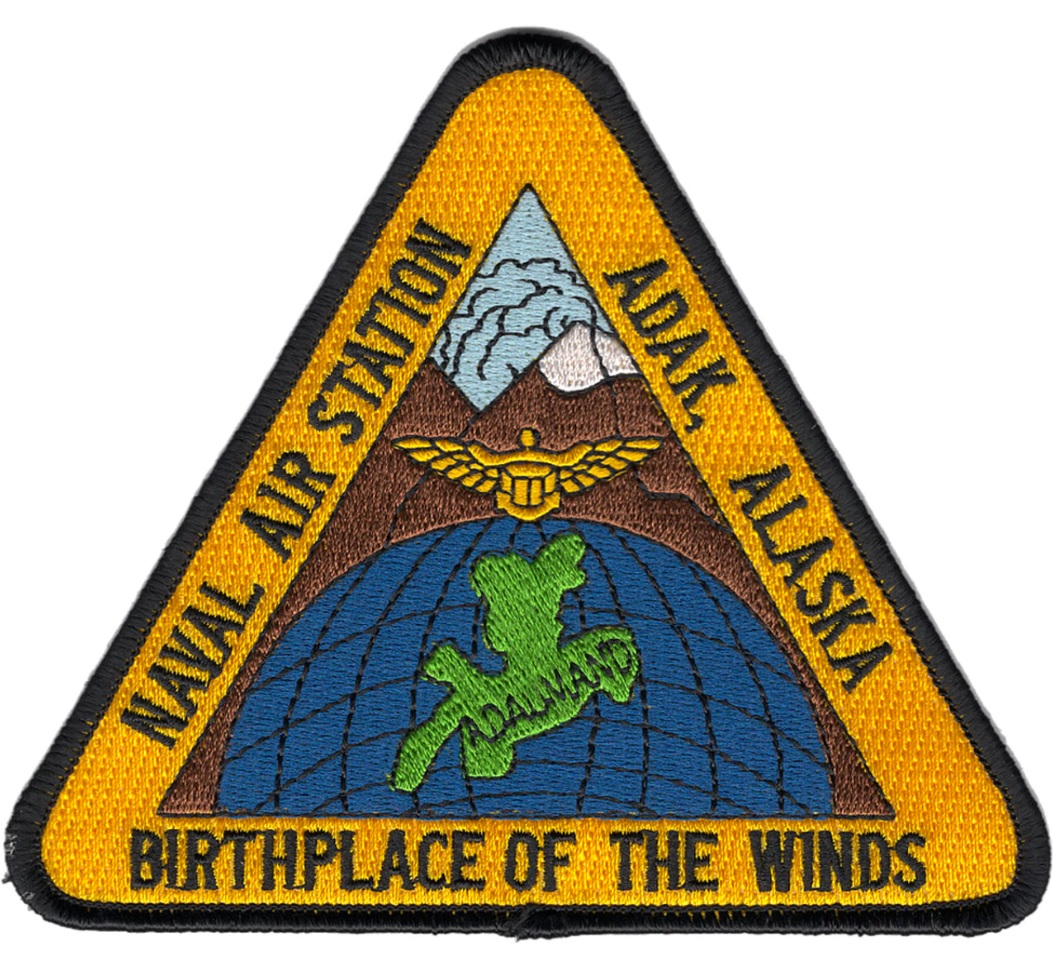

La Naval Air Facility Adak, était un aéroport de la marine américaine situé à l'ouest d'Adak, sur l'île d'Adak, dans l'État américain de l'Alaska. Après sa fermeture en 1997, il a été rouvert sous le nom d'aéroport d'Adak. L'installation a été désignée comme monument historique national pour son rôle dans la Seconde Guerre mondiale, bien que la plupart de ses éléments de cette période aient été démolis ou soient en ruines.

## Histoire
Les 6 et 7 juin 1942, la marine et l'armée japonaises ont participé à la seule invasion des États-Unis pendant la Seconde Guerre mondiale en occupant les îles Aléoutiennes de Kiska et Attu dans le cadre de la campagne des îles Aléoutiennes. Malgré la perte du sol américain au profit d'un ennemi étranger, pour la première fois depuis la guerre de 1812, la campagne n'a pas été considérée comme une priorité par l'état-major interarmées. Le Premier ministre britannique, Winston Churchill, a déclaré que l'envoi de forces pour attaquer la présence japonaise dans cette région constituait une diversion de la campagne d'Afrique du Nord et l'amiral Chester Nimitz y a vu une diversion de ses opérations dans le Pacifique central. Les commandants en Alaska, cependant, pensaient que les occupants japonais établiraient des bases aériennes dans les Aléoutiennes qui mettraient les grandes villes de la côte ouest des États-Unis à portée de leurs bombardiers et qu'une fois que les îles seraient à nouveau aux mains des États-Unis, des bases avancées pourraient être établies pour attaquer le Japon à partir de là,.
L'établissement de l'aérodrome de l'armée de terre d'Adak (nom de code A-2, également « Longview ») le 30 août 1942 donna aux forces aériennes de l'armée américaine une base avancée pour attaquer les forces japonaises sur l'île de Kiska. Le débarquement s'est fait dans une tempête et en une semaine, des forces supplémentaires, dont le 807e bataillon d'aviation du génie, ont été débarquées sur l'île dans la baie de Kuhluk. Cependant, l'île n'avait pas été correctement étudiée pour trouver un site approprié pour la construction de l'aérodrome. Une étude très rapide de la côte a permis de localiser un marais de marée qui avait une fondation solide de sable et de gravier en dessous. Les travaux ont commencé le 2 septembre 1942 par la construction d'une digue de clôture autour du marais et d'un système de canaux de drainage pour évacuer l'eau, puis par le raclage de la terre arable pour atteindre le gravier en dessous. D'autres graviers et une piste d'atterrissage en sable ont ensuite été posés. Le 10 septembre 1942, la construction était suffisamment avancée pour qu'un B-18 Bolo du 73e escadron de bombardement puisse atterrir sur la piste. Peu de temps après, une plaque en acier perforées de 1 524 mètres a été posée et les transports du 42e escadron de transport de troupes sont arrivés le jour suivant, atterrissant sur du sable compacté à côté de l'endroit où le tapis était posé,.
Des tentes ont été montées, un système électrique rudimentaire, des radios et quelques rues rugueuses ont été posées et fin septembre, l'aérodrome militaire d'Adak accueillait plusieurs bombardiers lourds B-17 Flying Fortress du 36e escadron de bombardement, des P-38 Lightning du 54e escadron de chasse et cinq B-24 Liberator des 21e et 404e escadrons de bombardement. D'autres P-38 ont été amenés par avion, ainsi que des P-39D Airacobras du 42e escadron de chasseurs qui assuraient la défense aérienne de Kodiak. Même pendant que les avions se posaient, la construction se poursuivait à un rythme rapide pour recouvrir la PSP de plusieurs couches d'asphalte et construire des installations supplémentaires pour la base,.